# Mufka

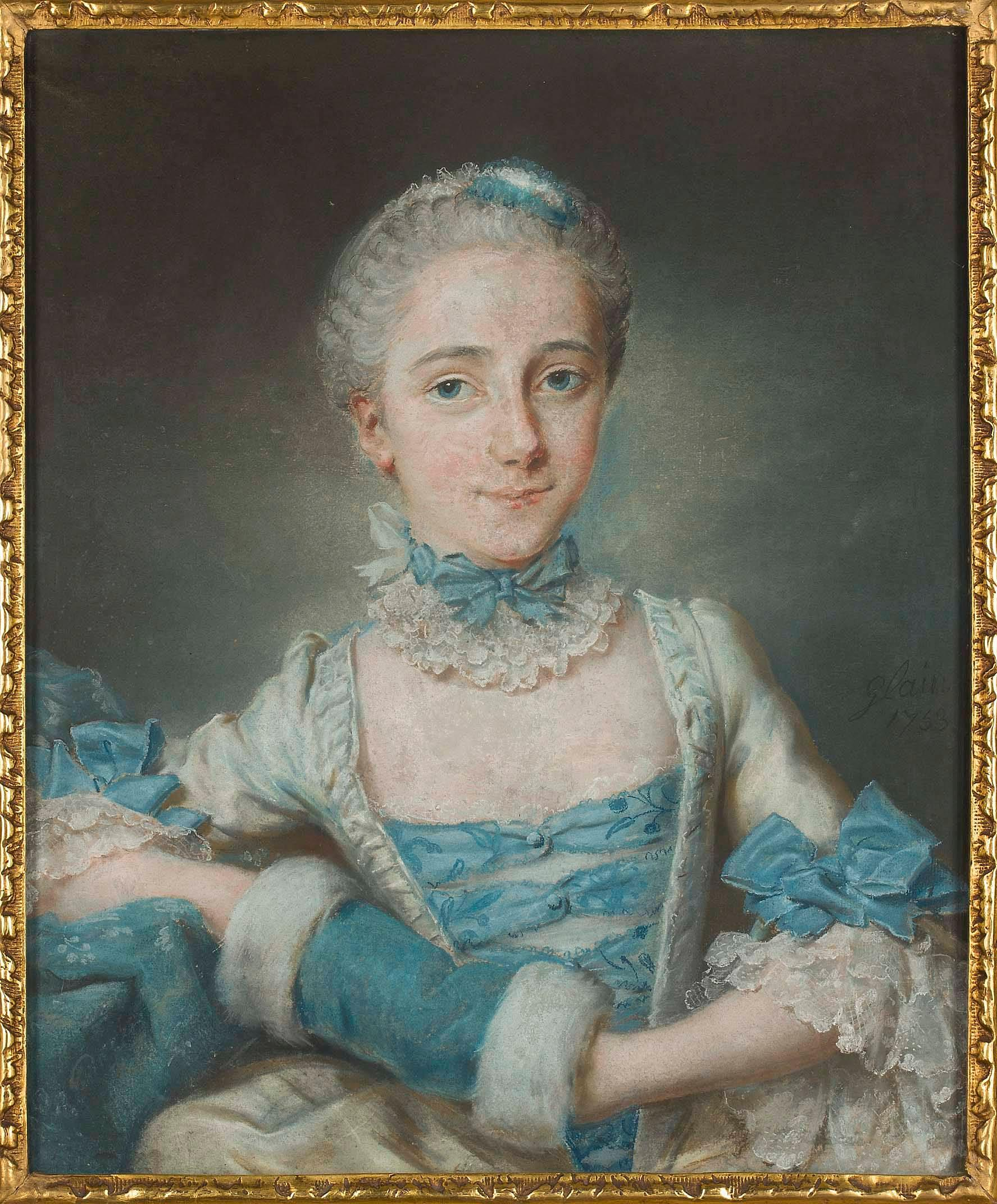
Mufka na XVIII-wiecznym portrecie

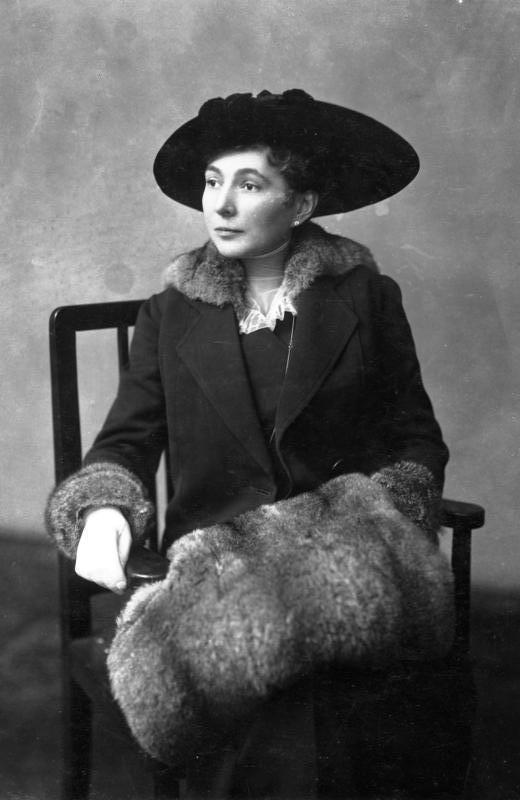
Futrzana mufka z początku XX wieku

Mufka (niem. Muffe) – część garderoby, która chroni ręce przed zimnem; rodzaj tunelu wykonanego z futra lub ocieplanego materiału, do którego wsuwało się dłonie z obu stron.
W Polsce zwana też "rękawem, rękawkiem, zarękawkiem".
Mufki znane były już w XVI wieku, jednak w drugiej połowie wieku XVIII stały się bardzo powszechne i różnorodne. Nosili je zarówno mężczyźni, jak i kobiety. Niekiedy były ozdabiane koronkami, haftami i przeróżnymi aplikacjami; takie zabierano nawet do teatru lub na bal.
W XIX wieku stały się elementem wyłącznie stroju kobiecego, a ponadto przestały być bogato zdobione. Małym dziewczynkom wieszano mufki na sznureczkach, tak jak obecnie rękawiczki, co chroniło je przed zgubieniem. Na ogół w każdej mufce był ukryty jedwabny sznur lub łańcuszek, który można było kupić w sklepie z mufkami. Takie rozwiązanie było przydatne, jeśli kobieta musiała mieć wolne ręce.
Mufka do futra stanowiła z nim komplet; również do płaszcza szyto mufki z tego samego materiału. Elementem dodatkowym mufki była kieszeń, w której można było, zamiast w torebce, przechowywać niezbędne drobiazgi. W wielkich mufkach, które pojawiły się przed I wojną światową, było miejsce nie tylko na ręce, ale i na portmonetkę oraz niewielkie zakupy lub lornetkę teatralną przy okazji wizyty w teatrze. Wytworne, bogate damy widywane były w latach 20. i 30. z wielkimi mufkami ze srebrnych lisów.
Schyłek popularności tego elementu garderoby nastąpił w latach 50. XX w.